# Réserve nationale de faune de Columbia
Pour l’article homonyme, voir Columbia.
La réserve nationale de faune de Columbia (anglais : Columbia National Wildlife Area) est une réserve nationale de faune du Canada située en Colombie-Britannique. Elle protège une partie des zones humides du Columbia, une vaste zone marécageuse située dans le sillon des Rocheuses reconnue site Ramsar. Elle partage ses limites avec la zone de gestion de la faune des zones humides du Columbia, une aire protégée provinciale.